# Elaphristis melanica
Elaphristis melanica är en fjärilsart som beskrevs av Turner. Elaphristis melanica ingår i släktet Elaphristis och familjen nattflyn. Inga underarter finns listade i Catalogue of Life.